# Archaeomysis japonica
Archaeomysis japonica är en kräftdjursart som beskrevs av Hanamura, Jo och Murano 1996. Archaeomysis japonica ingår i släktet Archaeomysis och familjen Mysidae. Inga underarter finns listade i Catalogue of Life.